# 2013年12月

## 12月1日
科學技術
- 德國航空航天中心科學家發現恆星KOI-351星系有三顆公轉周期類似地球、金星和水星的行星 。[1] [2]

武裝衝突
- 在泰國首都曼谷反政府示威所引发的暴力冲突中，造成至少有2人死亡、45人受伤[3]。泰國紅衫軍稱，有4名成員死亡[4]。

災害事故
- 位于意大利托斯卡纳大区普拉托市工业区的一家华商服装厂发生火灾，已造成7人死亡，2人受伤[5]，死傷者均為中國人[6]。
- 美國大都会北方铁路的一列列车在纽约布朗克斯地區發生出轨事故，造成4人死亡、63人受伤[7]。

政治選舉
- 克羅埃西亞舉行修憲公民投票，結果逾65%選民贊成「婚姻是由一男一女組成」的提案[8]。

## 12月2日
科學技術
- 中國於西昌衛星發射中心發射嫦娥三號成功，預計將登陸月球進行一連串探測任務[9]。

藝術文化
- 法國藝術家勞里·普羅沃斯特（英语：Laure Prouvost）獲頒2013年透納獎[10]。

政治選舉
- 索馬利亞總理阿卜迪·法拉·賽義德（英语：Abdi Farah Shirdon）被索馬利亞聯邦議會以184票對65票罷免[11]。

国际关系
- 英国首相卡梅伦应中国国务院总理李克强邀请，带领120名商界人士一同抵达北京，开始对中国进行为期三天的正式访问。[12]

## 12月3日
財政經濟
- 美國聯邦法官核准底特律破產申請，該破產案成為美國史上最大公眾破產案件[13][14]。

災害事故
- 沪昆高速贵州省境内发生12辆汽车连环相撞事故，已造成2人死亡，30余人受伤（其中5人重伤）[15]。

政治選舉
- 羅馬尼亞總統特萊揚·伯塞斯庫表示拒絕簽署與IMF的相關協定及國家預算，以威脅總理維克托·蓬塔所領導的政府機關[16]。
- 根據南韓的報告，朝鮮國防委員會副委員長張成澤疑似已被免除職務[17]。
- 香港社民連成員陳德章在施政報告諮詢會上以該玩偶擲向香港特首梁振英。由於路姆西發音極似某一粵語粗口，加上其造形具有象徵性，因而一夜爆紅，引發搶購潮。

## 12月4日
武裝衝突
- 由於巴基斯坦抗議美國在巴基斯坦的無人機攻擊（英语：Drone attacks in Pakistan），美方暫時停止使用該國至阿富汗的地面主要路線輸送物資[18]。
- 一枚火箭襲擊敘利亞阿勒頗，造成至少18人死亡[19]。

商業經濟
- 歐洲聯盟委員會認定六家銀行操縱利率，共處以23億歐元的罰款[20]。

政治選舉
- 澤維爾·貝特正式就任盧森堡首相，也是自1979年來盧森堡再度出現非基督教社會人民黨的首相。此外，他也是首位公開宣告為男同性戀的該國首相。同時，副總理埃蒂安·施耐德（英语：Etienne Schneider）也為男同性戀，使得盧森堡成為世界上首個前兩位權力領導者皆為男同志的國家[21]。
- 愛沙尼亞總統托馬斯·亨德里克·伊爾韋斯任命烏芙·提杜斯（英语：Urve Tiidus）為新一任愛沙尼亞文化部長（英语：Ministry of Culture (Estonia)），接替林·蘭恩（英语：Rein Lang）遺留的空缺[22]。

科學技術
- 俄羅斯在拉普捷夫海發現一座小島，將其命名為「Yaya」[23]。

国际关系
- 美国副总统拜登应中国国务院副总理李源潮邀请抵达北京，开始为期二日的的访问。[24]

## 12月5日
武裝衝突
- 葉門沙那發生恐怖攻擊事件，造成至少52人死亡，167人受傷。死傷者多為在附近醫院工作的醫療人員[25]。
- 為了進行中非共和國衝突的善後工作，聯合國批准成立MISCA。此項任務將得到非洲聯盟與法軍的支援，試圖弭平中非共和國內戰。根據報導，近日來首都班基的衝突已造成超過百人喪生[26]。

藝術文化
- 墨西哥歌手Thalía確定進入好萊塢星光大道[27]。

災害事故
- 冬季氣旋（英语：Winter storm）博蒂爾（Bodil）襲擊英國、荷蘭、丹麥及德國等地，造成四人喪生或失蹤與交通混亂，北海沿岸可能有水災之虞[28]。

國際關係
- 澳洲與韓國成功完成自由貿易協定的談判[29]。
- 緬甸總統登盛與菲律賓總統諾諾·艾奎諾簽署有關於可再生能源、大眾媒體、簽證在內的協定[30]。

- 南非第一任總統納爾遜·曼德拉過世，享年95歲[31]。

## 12月6日
武裝衝突
- 根據國際紅十字會表示，估計至少超過300人死於近兩日發生在中非共和國首都班基的衝突當中[32]。

環境
- 中國華北、華中地區發生嚴重霾害，其中上海市一度觀測到每立方公尺602.5微克的破紀錄PM2.5濃度，同時也使得至少百架班機取消或誤點[33]。

法律犯罪
- 美國最高法院裁決了申請軟體專利權的適用情況[34]。

科學技術
- 桑弗德-伯罕醫學醫學研究所（英语：Sanford-Burnham Medical Research Institute）有關於帕金森氏症與農藥百草枯、代森錳的一項研究，刊載於期刊細胞上[35]。
- 嫦娥三号进行了近月制动，在可变推力发动机点火361秒后，准确进入半径约为100公里的环月近圆轨道。[36]

體育競賽
- 2014年世界盃足球賽的分組抽籤在巴西馬塔迪聖若昂展開，最終確定上屆冠軍西班牙和亞軍荷蘭將於小組賽碰頭[37]。

## 12月7日
武裝衝突
- 伊斯蘭前進軍（英语：Islamic Front (Syria)）與自由敘利亞軍爆發戰鬥，前者奪取了位於敘利亞與土耳其交界帶的巴艾哈瓦（英语：Bab al-Hawa）基地[38]。

國際關係
- 美國退休人員梅里爾·紐曼在經過42天的囚禁之後，獲北韓釋放[39]。

商業經濟
- 美國最高法院大法官魯思·金斯伯格否決了美國航空與全美航空的合併案[40]。

國際關係
- 於印尼峇里島舉行的世界貿易組織會議上，作出峇里套案（英语：Bali Package）的結論，內容包括期待簡化貿易協定、協助貧窮國家出售物品等[41]。

## 12月8日
武裝衝突
- 伊拉克巴格達發生汽車炸彈攻擊，至少39人喪生[42]。

國際關係
- 韓國宣布擴展防空識別區，與中國及日本的防空識別區相互重疊[43]。

法律犯罪
- 新加坡的小印度地區發生暴亂，這也是新加坡建國以來第二起暴動事件，距離首次已逾四十年[44]。

政治選舉
- 印度執政黨印度國民大會黨於德里及拉賈斯坦邦的議會選舉中落敗，而最大在野黨印度人民黨則贏取了中央邦和恰蒂斯加爾邦議會選舉，同時在拉賈斯坦邦獲得多數席次[45]。
- 為響應2013年泰國反政府示威，泰國在野黨民主黨的國會議員集體辭職[46]。
- 聚集在烏克蘭基輔市中心的Euromaidan示威群眾拉倒並摧毀了比薩拉比亞廣場的列寧雕像[47]。

人物
- 中国著名粤剧艺术家红线女因突发急性心肌梗死，于2013年12月8日20时35分在广州逝世，享年89岁。[48]

政治
- 在北朝鲜平壤举行的劳动党中央政治局扩大会议宣布：朝鲜劳动党中央政治局委员、朝鲜国防委员会副委员长、劳动党中央行政部部长张成泽有反党反革命行为，解除其一切职务并开除出党。[49]

灾害事故
- 伊拉克首都巴格达发生16起炸弹袭击事件，共造成47人死亡、185人受伤。[50]

## 12月9日
藝術文化
- 英國歌手蘇珊·波伊爾表示自身罹患亞斯伯格症候群[51]。

商業經濟
- AMR公司（英语：AMR Corporation）與全美航空集團（英语：US Airways Group）合併，組成了美國航空集團並於納斯達克開始交易[52]。

災害事故
- 印尼發生火車事故，造成至少七人死亡[53]。

政治選舉
- 泰国总理英拉发表电视讲话宣布解散国会下议院，并表示将尽快确定重新大选的日期，在此期间，总理和内阁将继续履行职责。[54][55]
- 哥倫比亞的波哥大市長古斯塔沃·佩特羅被免除職務，並禁止參政十五年[56]。
- 俄羅斯總統普丁簽署法令廢除國營的俄羅斯新聞社與俄羅斯之聲，並且另外成立俄羅斯今日取代俄羅斯新聞社[57]。

军事
- 中国人民武装警察部队内蒙古自治区总队乌海市乌达区消防二中队通报：新兵被打事件属实[58]。

## 12月10日
武裝衝突
- 兩名法軍士兵在中非共和國班基的維和任務中陣亡[59]。

藝術文化
- 納爾遜·曼德拉的追思會在約翰尼斯堡舉行，各國元首與會[60]。

商業經濟
- 瑪麗·博拉將成為通用汽車公司首位女性CEO，也是汽車公司的頭一遭[61]。

國際關係
- 由於在2013年沙那恐怖攻擊事件中七名菲律賓人喪生，菲律賓下令禁止人民前往葉門工作[62]。

政治選舉
- 烏拉圭成為世界上首個允許大麻種植、販賣且食用的國家[63]。

科學技術
- 12月10日，嫦娥三號完成變軌控制，從環月軌道成功進入預定著陸準備軌道。[64]

## 12月11日
武裝衝突
- 據報自由敘利亞軍的最高指揮官薩利姆·伊德里斯（英语：Salim Idris）因為其指揮中心被伊斯蘭前進軍（英语：Islamic Front (Syria)）攻下，已向敘利亞政府投降[65]。

藝術文化
- 時代雜誌選出方濟各為2013年時代年度風雲人物[66]。

商業經濟
- 通用汽車宣布將於2017年關閉在澳洲的霍頓汽車[67]。
- 前以色列銀行行長史丹利·費希爾將接任因珍妮特·耶倫擔任聯邦儲備委員會主席所留下的副主席空缺[68]。

災害事故
- 腺鼠疫在馬達加斯加的村莊造成20人死亡[69]。

法律犯罪
- 印度最高法院保留第377號的法律，繼續禁止同性之間的性行為[70]。

政治選舉
- 俄羅斯總統普丁表示俄羅斯規劃增強於大西洋的軍事力量[71]。

## 12月12日
武裝衝突
- 人權觀察和保護記者委員會批評菲律賓總統諾諾·艾奎諾未能確保記者的安全，今年至少已12名記者於菲律賓喪生[72]。

藝術文化
- 第71屆金球獎入圍名單出爐[73]。

商業經濟
- 四位前冰島銀行的老闆因隱瞞非法行為被判刑，其中包括冰島規模最大的克伊普辛銀行（英语：Kaupthing Bank）[74]。

灾害事故
- 美军收到错误情报，将也门阿尔贝达省的一个婚礼车队当成基地组织所属，派出无人机轰炸，导致15名平民死亡，超过20人受伤。[75]

法律犯罪
- 前朝鮮國防委員會副委員長張成澤被判處死刑後立即執行[76]。
- 澳洲高等法院裁定同性婚姻於澳洲國內無效[77]。
- 孟加拉處決了在孟加拉國解放戰爭期間犯下強暴、屠殺等罪名的阿卜杜爾·誇德·莫拉（英语：Abdul Quader Molla）[78]。

## 12月13日
武裝衝突
- 國際特赦組織批評歐盟協助敘利亞難民不利[79]。
- 一名男子因計畫攻擊美國堪薩斯州的威奇塔中陸機場（英语：Wichita Mid-Continent Airport）而遭到逮捕[80]。
- 位於美國科羅拉多州森特尼爾的阿拉帕霍高中（英语：Arapahoe High School (Centennial, Colorado)）發生校園槍擊案，至少兩人受傷，槍手則自盡身亡[81]。

商業經濟
- Google因為移除部分Android手機軟體上的隱私保護功能而受到電子前哨基金會等團體的反對[82]。
- Google收購專於機器人設計等領域的波士頓動力公司，收購價碼未公開[83]。

災害事故
- 寒流擴散至埃及，使得開羅的郊區出現降雪，這也是112年以來開羅首個降雪紀錄[84]。

國際關係
- 日本與東南亞國協各國在東京召開高峰會，可能討論到有關中國方面的問題[85]。

## 12月14日
武裝衝突
- 馬利基達爾發生汽車炸彈攻擊事件，兩名聯合國維和人員身亡[86]。
- 肯亞奈洛比的一輛巴士遭到手榴彈襲擊，造成至少四人死亡，十五人受傷[87]。

藝術文化
- 以主演電影《阿拉伯的勞倫斯》而聞名的男演員彼得·奧圖逝世，享壽81歲[88]。

政治選舉
- 突尼西亞工業部長馬哈地·賈馬將取代阿里·拉哈耶德成為新一任突尼西亞總理，任期直到下屆大選舉行為止[89]。
- 為抗議古斯塔沃·佩特羅被免除波哥大市長的職務，哥倫比亞民眾舉辦大規模示威活動[90]。
- 德國社會民主黨同意加入德國總理安格拉·梅克爾所領導的聯合政府[91]。

科學技術
- 曾獲得1975年諾貝爾化學獎的澳洲化學家約翰·康福思過世，享壽96歲[92]。
- 中国嫦娥三号月球探测器在月球虹湾预选着陆区域成功实施月面软着陆，标志着中国成为世界上第三个实现地外天体软着陆的国家。[93]

## 12月15日
武裝衝突
- 阿富汗戰爭中最後的澳洲部隊正式撤離[94]。
- 中國新疆省疏附縣發生維吾爾人與當地警方的衝突事件，14名維吾爾人遭到擊斃，警方則有兩人身亡[95]。

藝術文化
- 曾因演出電影《深閨疑雲》而獲得奧斯卡最佳女主角獎的女演員瓊·芳登去世，享壽96歲[96]。

政治選舉
- 納爾遜·曼德拉的國葬儀式於家鄉南非東開普省的庫努（Qunu）舉行[97]。
- 蜜雪兒·巴切萊與其所屬政黨聯盟雙雙贏得2013年智利大選的勝利，這也代表她成為自軍政府時期（1973年－1990年）以來首位能夠任職兩任期的智利總統[98]。

科學技術
- 巡视器玉兔号順利從嫦娥三号着陆器駛抵月球表面，並將展開為期3個月的巡視勘察任務[99]。

## 12月16日
武裝衝突
- 南蘇丹傳出軍事政變，企圖推翻總統薩爾瓦·基爾·馬亞爾迪特為首的政府[100]。
- 敘利亞人權觀察團（英语：Syrian Observatory for Human Rights）指出，敘利亞政府軍使用桶裝炸彈空襲阿勒頗，造成至少76人喪生[101]。
- 以色列軍隊駐以黎邊界的一名士兵疑似遭到狙擊手射殺，以黎雙方隨後開火[102]。

災害事故
- 菲律賓的一輛巴士行駛於帕拉納克市的高速公路時墜落高架道路下，造成22人喪生[103]。

法律犯罪
- 哈佛大學被警告校園內的四棟建築物被放置炸彈[104]，後證實是惡作劇一場[105]。
- 美國哥倫比亞特區聯邦法官理查德·J.利昂（英语：Richard J. Leon）裁定美國國家安全局收集國內電話記錄違憲，但美國政府仍可上訴[106]。

科學技術
- 北極海冰面積經過數年的消退後再度成長[107]。

## 12月17日
藝術文化
- 卡特·史蒂文斯、霍爾與奧茲、Kiss合唱團、琳達·朗絲黛和超脫樂團獲選進入搖滾名人堂[108]。
- 菲律賓的比·蘿絲·桑蒂雅各（英语：Bea Rose Santiago）獲得2013年國際小姐（英语：Miss International 2013）后冠[109]。

商業經濟
- 土耳其三名部長的兒子因為涉嫌收賄而被監禁調查[110]。
- 美國商人傑考·歐斯崔舍（英语：Jacob Ostreicher）於交保出獄後離開玻利維亞，結束兩年監禁生活[111]。

災害事故
- 一架直升機在阿富汗墜毀，六名美軍喪生[112]。

法律犯罪
- 兩名被稱作「祕魯兩人（英语：Peru Two）」的英國女子在祕魯被控走私毒品，而遭判決六年半的刑期[113]。
- 美國內華達州雷諾發生槍擊案，共造成一人喪生，兩人受傷。槍手則自盡身亡[114]。
- 英國團體1世代成員哈利·斯泰爾針對狗仔隊是否侵犯其隱私權的部分提告，贏得法院對狗仔的禁令[115]。

國際關係
- 印度為抗議美國逮捕與虐待其外交官德維雅妮·柯布拉加德（英语：Devyani Khobragade），進行部分外交報復措施[116]。
- 根據美國非營利組織公共誠信中心，聯邦選舉委員會於聯邦政府關閉時期被中國駭客入侵[117]。
- 美國國務卿約翰·凱瑞計畫提供菲律賓4,000萬美元，藉此加強其與中國發生領土爭端時的海上保安能力[118]。
- 俄羅斯同意對烏克蘭降低瓦斯出口價格，並購買11億歐元的烏克蘭政府債券[119]。

政治選舉
- 安格拉·梅克爾擔任其第三個任期的德國總理[120]。

科學技術
- 越南沙壩鎮出現降雪[121]。

## 12月18日
武裝衝突
- 聯合國表示南蘇丹近日的軍事政變可能已造成400至500人喪生，800人受傷[122]。
- 錫納羅亞販毒集團的首領岡薩洛·因蘇薩·因蘇薩（英语：Gonzalo Inzunza Inzunza）在一場與墨西哥海軍的槍戰中彈身亡[123]。

藝術文化
- 中國演員章子怡於控告博訊的官司中勝訴[124]。

商業經濟
- 中國政府壓低比特幣的價值35%[125]。

法律犯罪
- 俄羅斯新法律經過國家杜馬（下議院）的表決通過後，暴動小貓和綠色和平的運動者可能將被特赦[126]。
- 新加坡政府將會把參與小印度暴亂的53名外籍勞工驅逐出境[127]。
- 犯下1963年火车大劫案，並曾越獄成功的朗尼·畢格斯在倫敦過世[128]。
- 英國洛斯帕飛樂團的主唱伊恩·華特金斯（英语：Ian Watkins）因性侵嬰兒而被判處29年徒刑[129]。

## 12月19日
武裝衝突
- 伊拉克發生一連串的攻擊事件，造成什葉派朝聖者和民眾至少共41人死亡[130]。
- 南蘇丹叛軍攻佔瓊萊省首府波爾[131]。

藝術文化
- 英國法院表示威廉王子、凱特·米德爾頓夫妻遭到世界新聞報竊聽[132]。

災害事故
- 英國倫敦的阿波羅劇院在進行演出時發生天花板崩落的事故，至少76人受傷，其中7人重傷[133]。
- 印度足球場看台發生崩塌事故，超過百人受傷[134]。

國際關係
- 無國界記者公開年度世界新聞自由報告，指出到目前為止今年共有71名記者遭到殺害，地點包括敘利亞、印度、菲律賓、巴基斯坦與索馬利亞。而中國、土耳其、厄利垂亞、伊朗和敘利亞則是監禁記者最頻繁的國家[135]。

法律犯罪
- 美國新墨西哥州最高法院通過同性婚姻的法案，正式成為承認同性婚姻合法的第十七個美國州份[136]。
- 俄羅斯總統普丁表示他將會赦免米哈伊爾·霍多爾科夫斯基[137]。
- 邁克爾·阿德博拉荷（Michael Adebolajo）、邁克爾·艾迪波瓦爾（Michael Adebowale）被定罪為2013年伍爾維奇襲擊事件的兇手[138]。

政治選舉
- 日本東京都知事豬瀨直樹因政治獻金案纏身，宣布請辭職務[139]。

科學技術
- 歐洲太空總署成功發射太空望遠鏡蓋亞，藉此執行依巴谷衛星的後繼任務等[140]。

## 12月20日
武裝衝突
- 菲律賓馬尼拉尼諾伊·阿基諾國際機場的航廈外發生槍擊事件，造成包括拉邦根市（Labangan（英语：Labangan, Zamboanga del Sur））市長烏科爾·塔朗帕（Ukol Talumpa）夫妻在內的四人死亡[141]。
- 兩名埃及士兵在北西奈半島與當地民兵交戰時陣亡[142]。
- 以色列軍隊對巴勒斯坦發動攻擊，造成一名巴勒斯坦情報總局成員身亡[143]。
- 英國同意協助摧毀敘利亞的化學武器[144]。
- 伊拉克北部發生多起炸彈及槍擊案，至少14人喪生[145]。

商業經濟
- 由於美國財政年度成長超越預期，道瓊工業平均指數與標準普爾500指數持續衝向高點[146]。

法律犯罪
- 加拿大最高法院最高法院推翻了該國的反賣淫法律[147]。
- 美國猶他州聯邦地區法院法官羅伯特·J.謝爾比（英语：Robert J. Shelby）作出反同性婚姻違憲的判決，同性伴侶可在猶他州登記結婚[148]。

科學技術
- 玻利維亞的首個通訊衛星於中國西昌衛星發射中心成功發射[149]。
- 日本開發的全球第一個登上太空說話機器人「Kirobo」，於國際太空站與太空員若田光一進行對話實驗成功[150]。

## 12月21日
武裝衝突
- 敘利亞反對派透過卡車自殺炸彈攻擊阿勒頗內的艾肯迪（Al-Kindi）醫院 ，趁勢奪回戰略要地[151]。
- 伊拉克安巴爾省魯特拜發生攻擊事件，18名伊拉克軍人喪生，超過30人受傷。其中喪生者還包括伊拉克陸軍第七師指揮官、少將穆罕默德·艾卡拉維（Mohammed al-Karawi），以及其他四名官員[152][153]。
- 美國軍人搭乘V-22魚鷹式傾轉旋翼機進行疏散美國公民的任務時，遭到南蘇丹叛軍射擊，四人受傷[154][155]。

災害事故
- 儘管表面被塗上了防燃液體塗料，瑞典耶夫勒的耶夫勒羊仍然遭到焚毀[156]。

科學技術
- 兩位NASA美國籍太空員自國際太空站進行太空漫步，以完成替換故障的冷卻設備任務[157]。

## 12月22日
武裝衝突
- 敘利亞政府軍使用桶裝炸彈空襲阿勒頗，造成至少56人死亡[158]。
- 利比亞班加西附近的一個軍事檢查站遭到自殺炸彈攻擊，至少13人喪生，十人受傷[159]。
- 南蘇丹叛軍控制石油重鎮班提烏[160]。

災害事故
- 一輛貨運火車衝撞肯亞基貝拉貧民窟，多人受傷[161]。

## 12月23日
武裝衝突
- 巴基斯坦軍向在緊鄰阿富汗邊界區域活動的塔利班發動攻勢[162]。
- 伊拉克巴格達發生迫擊砲襲擊事件，造成至少四名伊拉克官員及四名軍人死亡[163]。
- 伊拉克提克里特的電視台遭到攻擊，至少五人喪生[164]。
- 為了協助敘利亞摧毀化學武器的相關運輸工作，俄羅斯發送25輛裝甲車與其他50台車輛[165]。

藝術文化
- 因研發AK-47突擊步槍等槍種而聞名的米哈伊爾·季莫費耶維奇·卡拉什尼科夫逝世，享壽94歲[166]。

法律犯罪
- 俄羅斯政府特赦暴動小貓的兩名成員瑪麗亞·阿廖欣娜與娜傑日達·托洛孔尼科娃（英语：Nadezhda Tolokonnikova）[167]。
- 前英國下議院議員丹尼斯·麥克謝恩（英语：Denis MacShane）被指控偽造發票以領取總計12,900元英鎊的公款，而遭到判刑六個月[168]。
- 美國密西西比州圖珀洛的銀行搶案嫌犯群在合眾南方銀行（英语：BancorpSouth）的一家分行襲擊警方，造成一名警察死亡[169]。

政治選舉
- 美國於今日為患者保護與平價醫療法案（Obamacare）的最後申請期限[170]。

## 12月24日
武裝衝突
- 位在埃及曼蘇拉的代蓋赫利耶省安全局發生自殺炸彈攻擊事件，至少造成15人死亡，134人受傷[171]。
- 聯合國表示於南蘇丹發現多個集體墳墓，兩個在首都朱巴，而另一個位於猶尼提省班提烏的墳墓有75具遺體[172]。同時，估計流離失所的民眾達到八萬人以上[173]。
- 南蘇丹政府宣稱從叛軍手中奪回波爾[174]。
- 以色列軍隊擊斃一名接近界線柵欄的加薩人，接著加薩狙擊手狙殺了上前修復柵欄的貝都因勞工。隨後，以色列對加薩進行空襲和地面攻擊，至少造成一名孩童喪生，多人受傷[175]。
- 在耶誕節停戰前，菲律賓共產黨的分支新人民軍於北達沃省帕拿波（Panabo）燒毀三輛計程車[176]。

商業經濟
- 美國消費者金融保護局以收取不正當費用和附加產品過多為由，命令美國運通必須支付罰款及賠償客戶7,500萬美元[177]。

災害事故
- 英國承諾提供菲律賓十億美元，協助颱風海燕災區的重建工作[178]。
- 英國和法國部分地區遭受暴風雨襲擊，兩天內造成至少六人死亡，並出現交通混亂與停電的情況[179]。

法律犯罪
- CryptoLocker勒索軟體已經讓全球大約25萬台電腦中毒[180]。

科學技術
- 英國女王給予著名電腦科學家艾倫·圖靈皇家特赦。英國司法部長克里斯·格雷凌指出，當時的判決以現在角度觀之是「不公正且有歧視」的[181]。

## 12月25日
武裝衝突
- 伊拉克巴格達的一所天主教會附近遭到汽車炸彈攻擊，造成24人喪生。另一起爆炸案則在市集發生，至少11人死亡[182]。

藝術文化
- 教宗方濟各發表上任後首個致全城與全球談話，呼籲敘利亞內戰及南蘇丹政變的和平[183]。

人物
- 马来西亚居銮中华中学前校长陈诗圣因车祸离世，享年77岁[184]。消息一出震惊居銮当地华社[185]。

災害事故
- 載有超過50名海地民眾的船隻，在因疑似非法進入土克凱可群島海域而被攔截並護送往岸邊時翻覆，18人死亡[186]。
- 在阿根廷羅薩里奧的巴拉那河一帶，發生鋸脂鯉亞科所屬的委內瑞拉臀點脂鯉（Pygocentrus palometa）攻擊事件，至少已造成70人受傷[187]。

政治選舉
- 三名土耳其部長因捲入賄賂醜聞而辭職[188]。
- 埃及政府宣佈將把不斷發起抗議活動的穆斯林兄弟會列為恐怖組織[189]。

## 12月26日
武裝衝突
- 烏克蘭記者及維權活動者特塔亞納·車娜沃爾（英语：Tetiana Chornovol）於25日時，被一群男子拖出車外毆打[190]。
- 六名來自查德的維和部隊成員在中非共和國進行任務時喪生[191]。
- 由於敘利亞大馬士革居民嚴重缺乏糧食並飽受飢餓威脅，政府軍和反對派同意休戰48小時[192]。
- 在來自加薩走廊的火箭攻擊以色列後，以色列空軍對加薩走廊發動空襲[192]。

藝術文化
- 中國大陸各地舉行各種活動，紀念已故中共中央主席毛泽东誕辰一百二十週年[193]。

商業經濟
- 印度儲備銀行對如比特幣等數位貨幣交易提出風險警告[194]。

災害事故
- 因稍早暴風雪的襲擊下，包括美國密西根州、佛蒙特州、緬因州、加拿大南安大略在內的數千名用電戶仍處於停電狀態[195]。

政治選舉
- 日本內閣總理大臣安倍晉三參拜因供奉有第二次世界大戰戰犯而有所爭議的靖國神社，隨後引起中國、韓國以及美國的批評[196][197]。

## 12月27日
武裝衝突
- 黎巴嫩貝魯特發生汽車炸彈攻擊事件，造成七人死亡，71人受傷。其中喪生者包括前黎巴嫩駐美國大使穆罕默德·沙塔赫（英语：Mohamad Chatah）[198]。
- 索馬利亞摩加迪休的一家餐廳被炸彈攻擊，至少11人死亡[199]。
- 阿富汗首都喀布爾東部發生自殺炸彈攻擊事件，至少造成三名外國士兵喪生[200]。
- 在埃及警方與穆斯林兄弟會支持者的衝突中，有三人死亡[201]。

災害事故
- 泰國碧差汶府發生巴士墜入山坡下的意外，造成至少29人喪生，四人重傷[202]。
- 印度一輛火車於班加羅爾至馬哈拉施特拉邦楠代德的路程時起火，至少23人喪生[203]。

國際關係
- 沖繩縣知事仲井真弘多批准美軍基地普天間飛行場的遷移案，預定將於名護市邊野古填陸已建造新基地[204]。

法律犯罪
- 美國紐約南區聯邦地區法院法官威廉·H.波利三世（英语：William H. Pauley III）判決在美國憲法的限制以及911事件發生後的狀況下，美國國家安全局的監聽行為合法。此項判決與先前哥倫比亞特區法官理查德·J.利昂（英语：Richard J. Leon）的裁決不同[205]。
- 美國康乃狄克州警察（英语：Connecticut State Police）公開桑迪·胡克小學槍擊案的完整報告內容[206]。

## 12月28日
武裝衝突
- 穆斯林兄弟會的支持者與埃及警方於首都開羅的艾資哈爾大學發生衝突，造成一人死亡，兩棟校園建築物著火[207]。
- 敘利亞政府軍向阿勒坡進行空襲，至少25人喪生[208]。
- 泰國發生槍手朝抗議群眾開槍的事件，造成一人死亡，三人受傷[209]。

災害事故
- 土耳其阿夫薩拉爾南南西方約80公里處發生規模5.8的地震[210]。
- 中國破冰船雪龍號前往救援俄羅斯的紹卡利斯基院士號，但在距離六海浬處因受困於南極洲浮冰而失敗[211]。

科學技術
- 俄羅斯的聯合-1號火箭進行首次飛行[212]。
- 學者在羅科爾附近的海床冷泉發現四種海洋生物新物種[213]。

## 12月29日
武裝衝突
- 俄罗斯南部城市伏尔加格勒的伏爾加格勒1號站发生恐怖袭击，[214]，造成至少17人死亡，44人受傷。
- 敘利亞人權觀察團（英语：Syrian Observatory for Human Rights）表示，自12月15日以來敘利亞政府軍使用桶裝炸彈的空襲，已造成阿勒頗省共517人死亡[215]。
- 兩枚自黎巴嫩射出的火箭擊中以色列領土，以色列則以發射20枚砲彈作為回擊[216]。
- 埃及北開羅的一棟官方情報部門建築被炸彈攻擊，四名軍人受傷[217]。
- 本日伊拉克共有18人死於攻擊，包括一位在摩蘇爾的將領[218]。

災害事故
- 渡輪國王航道號（英语：MS King Seaways）從英國紐卡索出發前往荷蘭阿姆斯特丹時，於北海途中起火。一名男子被指控涉嫌縱火而遭到逮捕[219]。
- 薩爾瓦多聖米格爾火山噴發，迫使附近約五千名居民撤離[220]。

國際關係
- 沙烏地阿拉伯給予黎巴嫩三億美元的貸款，協助增強該國軍事實力[221]。

體育競賽
- 曾七次獲得一級方程式賽車世界冠軍的德國車手麥可·舒馬克，在滑雪時發生事故而陷入昏迷[222]。

## 12月30日
武裝衝突
- 俄羅斯伏爾加格勒繼29日後，再度发生了无轨电车爆炸事件[223]，造成至少14人喪生，41人受傷。
- 黎巴嫩稱因敘利亞直升機侵入黎巴嫩領空而向其開火[224]。
- 剛果民主共和國軍隊擊退了攻入首都金夏沙的槍手。稍早包括機場和電視台在內皆一度受到攻擊[225]。
- 中國新疆省莎車縣的一所公安局遭到攻擊，最終警方擊斃八名、逮捕一名襲擊者[226]。
- 位在希臘雅典的德國駐希臘大使館（德语：Deutsche Botschaft Athen）發生槍擊事件，無人傷亡[227]。
- 伊拉克安全部隊在拉馬迪拆除反政府群眾的帳篷時發生暴力事件，造成至少十人死亡[228]。

災害事故
- 氣旋克莉絲汀（英语：Cyclone Christine）登陸於澳洲西澳洲皮爾布拉，使得希蘭港居民被迫疏散，以及在羅伯恩（英语：Roebourne, Western Australia）觀測到時速超過每小時170公里的強風[229]。
- 美國BNSF鐵路載運原油的一台火車出軌並起火，使得北達科他州卡斯爾頓的居民被迫疏散[230]。

法律犯罪
- 伊朗大亨巴巴克·贊賈尼遭到政府逮捕[231]。

## 12月31日
政治選舉
- 俄羅斯總統普丁因先前國內發生的攻擊事件，而打破過去蘇聯及俄羅斯元首的新年談話傳統，從發表一則改為兩則。第二則談話選定於2013年中俄水災（英语：2013 China–Russia floods）受災的遠東城市哈巴羅夫斯克發表，而並非是莫斯科克里姆林宮[232]。